# Barguzinské pohoří
Barguzinské pohoří (rusky Баргузинский хребет – Barguzinskij chrebet) je pohoří v Burjatsku v Rusku. Leží na severovýchodním břehu jezera Bajkal v oblasti Přibajkalska. Hlavní hřeben se táhne v délce 280 kilometrů severojižním směrem a na východě je oddělen Barguzinskou kotlinou (tedy údolím řeky Barguzin) od rovnoběžného Ikatského pohoří, na severu přechází do Stanové vysočiny.
Nejvyšší vrchol Barguzinského pohoří je vysoký 2840 metrů, většina pohoří je porostlá především modřínovou tajgou.